# A Dangerous Adventure (film, 1922)
Pour les articles homonymes, voir A Dangerous Adventure.
Pour plus de détails, voir Fiche technique et Distribution.
A Dangerous Adventure est un film muet réalisé par Jack L. Warner et Sam Warner, sorti en 1922. Il fut présenté en 15 courts-métrages de deux bobines à partir de février 1922 et ensuite monté comme un long métrage de sept bobines, sorti le 15 novembre 1922.

## Synopsis
Deux sœurs (Grace Darmond et Derelys Perdue) et leur oncle partent à la recherche d'un trésor abandonné par ce dernier quelque part en Afrique Orientale. L'oncle sans scrupules accepte d'abandonner sa nièce (Grace Darmond) à un chef de tribu en échange d'une caravane. Après plusieurs complications, Philo McCullough, amoureux de Grace Darmond, avec un ami, vole à son secours. Lors d'une terrible tempête, les sauvages attaquent la caravane, et l'oncle perfide périt.

## Fiche technique

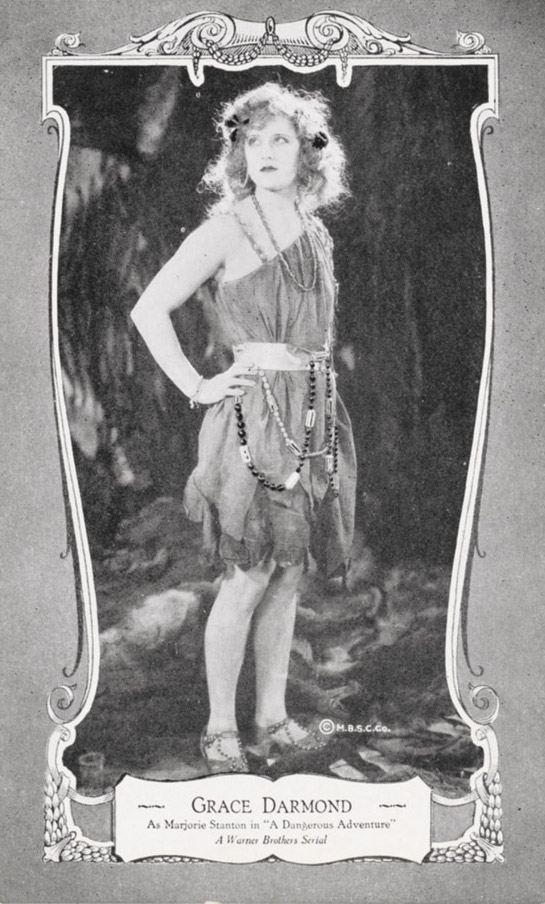
Grace Darmond dans A Dangerous Adventure

Source principale de la fiche technique :
- Titre : A Dangerous Adventure
- Réalisation : Jack L. Warner et Sam Warner
- Scénario : Frances Guihan et Sam Warner
- Photographie : André Barlatier, John W. Boyle, Walter L. Griffin et Floyd Jackman
- Production : William Nicholas Selig
- Société de production : Warner Bros. Pictures
- Distribution : Warner Bros. Pictures
- Pays :  États-Unis
- Format : Noir et blanc - Muet - 1,33:1 - Format 35 mm
- Genre : aventure, thriller
- Durée : 80 minutes
- Dates de sortie : 1922

## Distribution
Source principale de la distribution :
- Grace Darmond : Marjorie Stanton
- Philo McCullough : MacDonald Hayden
- Jack Richardson : Herbert Brandon
- Robert Agnew : Jimmy Morrison
- Derelys Perdue : Edith Stanton
- Rex De Rosselli : Ubanga, le grand prêtre
- Omar Whitehead
- Mabel Stark
- Josephine Hill
- J.R. Riccarde

## Autour du film
- La version de 15 courts métrages représentait 31 bobines soit une durée de plus de six heures.
- Dans sa première version d'une série de 15 courts-métrages, les chapitres étaient intitulés :

1. The Jungle Storm
2. The Sacrifice
3. The Lion Pit
4. Brandon's Revenge
5. At the Leopard's Mercy
6. The Traitor
7. The Volcano
8. The Escape
9. The Leopard's Cave
10. The Jungle Water Hole
11. The Hippopotamus Swamp
12. The Lion's Prey
13. In the Tiger's Lair
14. The Treasure Cave
15. The Rescue

- Il est souvent rapporté la mésentente sur le tournage entre Grace Darmond et Derelys Perdue qui en seraient venues réellement aux mains dans une scène où elles devaient simuler une bagarre. Cela n'empêchera pas ces dernières de tourner ensemble dans Where the North Begins, un western, trois ans plus tard.